# Lishan
Der Stadtbezirk Lishan (chinesisch 立山区, Pinyin Lìshān Qū) ist ein Stadtbezirk der bezirksfreien Stadt Anshan in der chinesischen Provinz Liaoning. Er hat eine Fläche von 170 Quadratkilometern und zählt 529.275 Einwohner (Stand: Zensus 2020).

## Administrative Gliederung
Auf Gemeindeebene setzt sich der Stadtbezirk aus acht Straßenvierteln und einer Großgemeinde zusammen. 